# 2392 Jonathan Murray
2392 Jonathan Murray è un asteroide della fascia principale. Scoperto nel 1979, presenta un'orbita caratterizzata da un semiasse maggiore pari a 2,3434822 au e da un'eccentricità di 0,1544943, inclinata di 3,36899° rispetto all'eclittica.
L'asteroide è dedicato a Jonathan Murray, figlio di una coppia di amici degli scopritori.